# ジャクソンホール空港
ジャクソンホール空港 (IATA: JAC, ICAO: KJAC, FAA LID: JAC)  は、アメリカ・ワイオミング州 テトン郡ジャクソンの約11km北に位置する空港である。ジャクソン一帯は通常「ジャクソンホール」と呼ばれる。
ピークシーズンには、 ニューヨーク-JFK 、 シカゴ-オヘア 、 ロサンゼルス国際空港など、米国の13の空港からジャクソンホールの直行便がある。 繁忙期以外の航空会社の便はソルトレークシティ 、 デンバー 、 ダラス/フォートワースのハブに限定される。 空港にはアメリカン・イーグル、デルタ・コネクション、ユナイテッド・エクスプレスが通年で運航している。アメリカン航空、デルタ航空、フロンティア航空、ユナイテッド航空は季節運航している。
ジャクソンホール空港はグランドティトン国立公園内にあるが、国立公園内にあるアメリカで唯一の商業空港である。 （マサチューセッツ州のプロビンスタウン市営空港は、 国立公園局からリースされた土地にあるが、 国立公園内にあるわけではない。 ）

## 歴史
空港は、テトン郡に空港を置くのに最適な場所として1930年代に造成された。 空港がある場所は1943年に国定公園として宣言され、1950年にグランドティトン国立公園と合併した。 滑走路は1959年に現在の長さに延長された。 1960年代および1970年代には、 8,000フィート (2,400 m)  ジェット機を許可することを検討したが、国立公園局はこれに反対した。 1970年代後半、ジェット機が既存の滑走路の使用を開始した。 この地域は騒音に敏感であり、空港ではステージIIIよりも大きなジェットを使用できない。 空港は希少な鳥であるセージライチョウにとって人気の繁殖地にある。 
以前にジャクソンホールに就航していたた航空会社には、ホライゾン航空 、ウェスタン航空、コンチネンタル航空、ビッグスカイ航空 、ノースウエスト航空が含まれる。またサウスウエスト航空は、1985年から1986年の冬季に空港に運航した。

## 施設

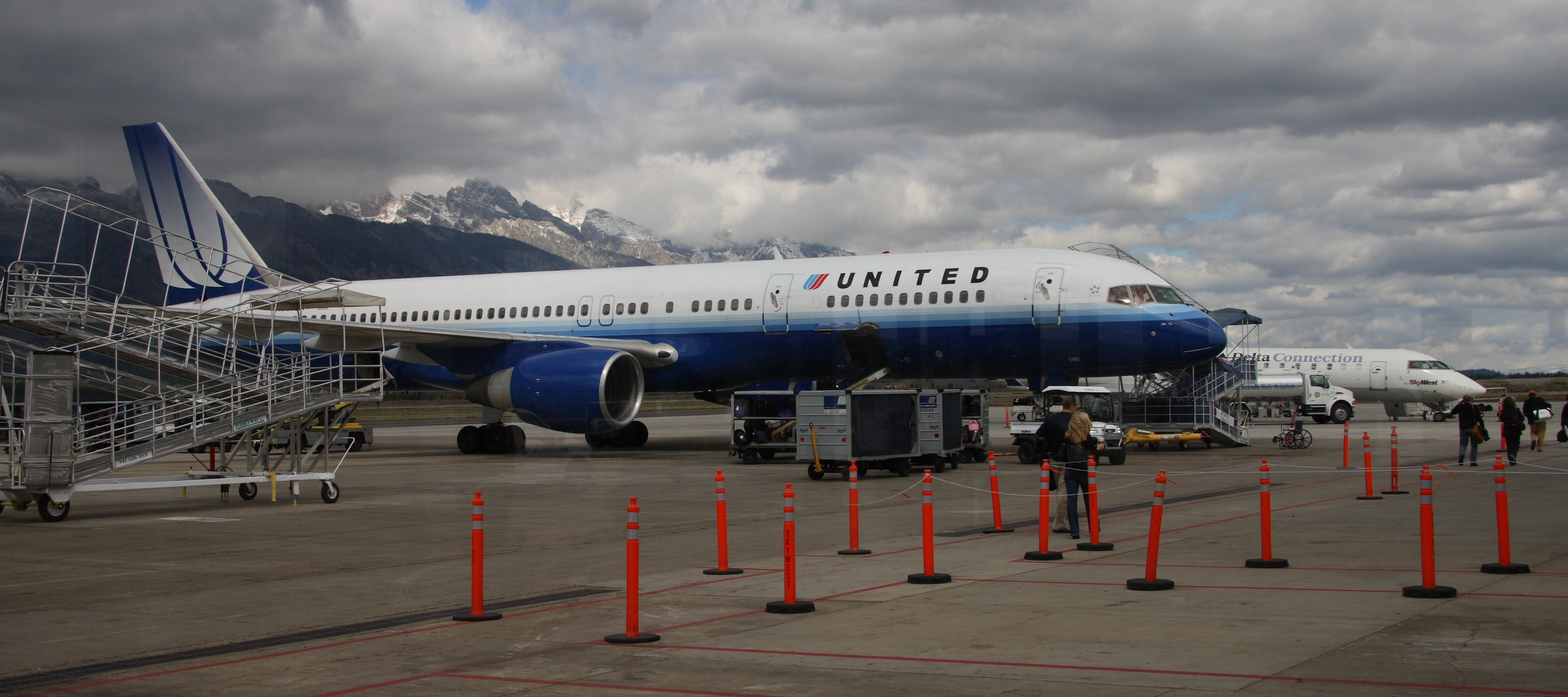
ジャクソンホール空港のランプ

ジャクソンホール空港は、 533エーカー (216 ha)の敷地に、1つのアスファルト舗装の滑走路 、1/19は6,300 x 150   ft（1,920 x 46 m）を持つ。  ジャクソンホール空港は騒音に敏感で、II期エンジンを搭載したより古くて騒音の大きな航空機の就航を禁止している。
空港にはかつて開拓者の丸太小屋に似た珍しいターミナルがあった。ターミナルは2009年から2014年の間に完全に再構築された。 ゲンスラーによって設計された新しいターミナルは、露出した木材、暖炉、自然の写真が至る所にあり、国立公園のユニークな環境と今でも調和している。 公園は、ターミナルビルの高さを18フィートに制限していた。  その設計は、2014年に米国建築家協会の栄誉賞を受賞した。 空港には現在、9つの搭乗口と3つの手荷物受取ターンテーブルがある。 ジャクソンホール空港にはボーディング・ブリッジの設備が無い。また空港ターミナルには、3つのカフェと2つのギフトショップがある。
ジャクソンホール空港は、 運輸保安局（TSA）のスクリーニング・パートナーシップ・プログラムの契約の下でプライベートスクリーナーを使用する16の空港の1つです。 セキュリティスタッフは、TSAではなくジャクソンホール空港委員会によって雇用されている。
定期便に見られる最大の航空機は、 ユナイテッド航空とデルタ航空が運航するボーイング757-200である。 通常見られる他の航空機には、エアバスA319およびA320 、ボーイング737-700 、エンブラエル175 、およびボンバルディア CRJ-700などが見られる。 ジャクソンホール空港は標高が高く滑走路が短いため、エアバスA321やボーイング737-900ERなどのストレッチされたタイプの航空機は通常運用されない。

## 就航路線
| 航空会社                   | 就航地                                                                                                  |
| -------------------------- | --- |
| アメリカン航空             | ダラス・フォートワース 季節運航： シカゴ・オヘア, ニューヨーク・ラガーディア                            |
| アメリカン・イーグル       | 季節運航: ロサンゼルス, フェニックス・スカイハーバー                                                    |
| デルタ航空                 | 季節運航: アトランタ, ニューヨークJFK, ミネアポリス・セントポール, ソルトレイクシティ                   |
| デルタ・コネクション       | ソルトレイクシティ 季節運航: ロサンゼルス, シアトル・タコマ                                             |
| フロンティア航空           | デンバー                                                                                                |
| ユナイテッド航空           | 季節運航: シカゴ・オヘア, デンバー, ヒューストン・インターコンチネンタル, ニューアーク                  |
| ユナイテッド・エクスプレス | シカゴ・オヘア, デンバー 季節運航: ヒューストン・インターコンチネンタル, ロサンゼルス, サンフランシスコ |

| 目的地マップ                          |
| ------------------------------------- |
| ジャクソンホール空港 (アメリカ合衆国) |

## 統計
12月末を区切りとした2017年度には、空港は28,989機の航空機を運航しており、1日平均79回だった。その内訳は、ゼネラル・アビエーション が45％、 航空タクシーが28％、そのほかの航空会社運航便が26％、軍用1％の割合である。当時の21機の航空機が当空港を拠点としていた。その内訳は、単発機17機、双発機2機、ジェット機2機である。

### 上位の目的地
| ランク | シティ                                        | 乗客   | キャリア                       |
| ------ | --------------------------------------------- | ------ | ------------------------------ |
| 1      | ユタ州ソルトレイクシティ                      | 89,770 | デルタ                         |
| 2      | コロラド州デンバー                            | 86,760 | ユナイテッド                   |
| 3      | イリノイ州シカゴ・オヘア                      | 53,060 | アメリカン、ユナイテッド       |
| 4      | テキサス州ダラス/フォートワース               | 41,940 | アメリカン                     |
| 5      | アトランタ、ジョージア州                      | 14,030 | デルタ                         |
| 6      | ロサンゼルス、カリフォルニア州                | 12,890 | アメリカ、デルタ、ユナイテッド |
| 7      | ミネアポリス/セントミネソタ州ポール           | 11,300 | デルタ                         |
| 8      | カリフォルニア州サンフランシスコ              | 9,000  | ユナイテッド                   |
| 9      | ニュージャージー州ニューアーク                | 7,070  | ユナイテッド                   |
| 10     | テキサス州ヒューストン–インターコンチネンタル | 6,320  | ユナイテッド                   |

## 事故と事件
- 1996年8月17日、テキサス州Dyess Air Force Base（英語版）317th Airlift Group（英語版）所属の米国空軍 C-130ハーキュリーズは、羊の群れの対処が遅れたことにより群れに衝突し、9頭を轢いてしまった。 航空機は、 アメリカ合衆国大統領の地域訪問の一環として、米国シークレットサービスをサポートしていた。 [7]
- 2000年12月20日、女優のサンドラ・ブロックは、ジャクソンホール空港でチャーターされたビジネスジェットの墜落事故から生還した。 航空機は滑走路の代わりに積み上げられた雪に衝突し、ノーズギアとノーズコーンを分断し、翼を損傷した。[8]
- 2005年6月27日、John T. Walton（英語版）は、ワイオミング州ジャクソンで操縦していたCGS Hawk Arrow自作機（FAA規制で「実験機」として登録されている）が墜落した際に亡くなった。 Waltonの飛行機はジャクソンホール空港から離陸した直後の現地時間12時20分（1820 GMT）に墜落した。 [9]
- 2010年12月29日、 シカゴ-オヘアからのアメリカン航空の ボーイング757便2253便が滑走路をオーバーランした。 負傷者はいなかった。 [10]

## ギャラリー

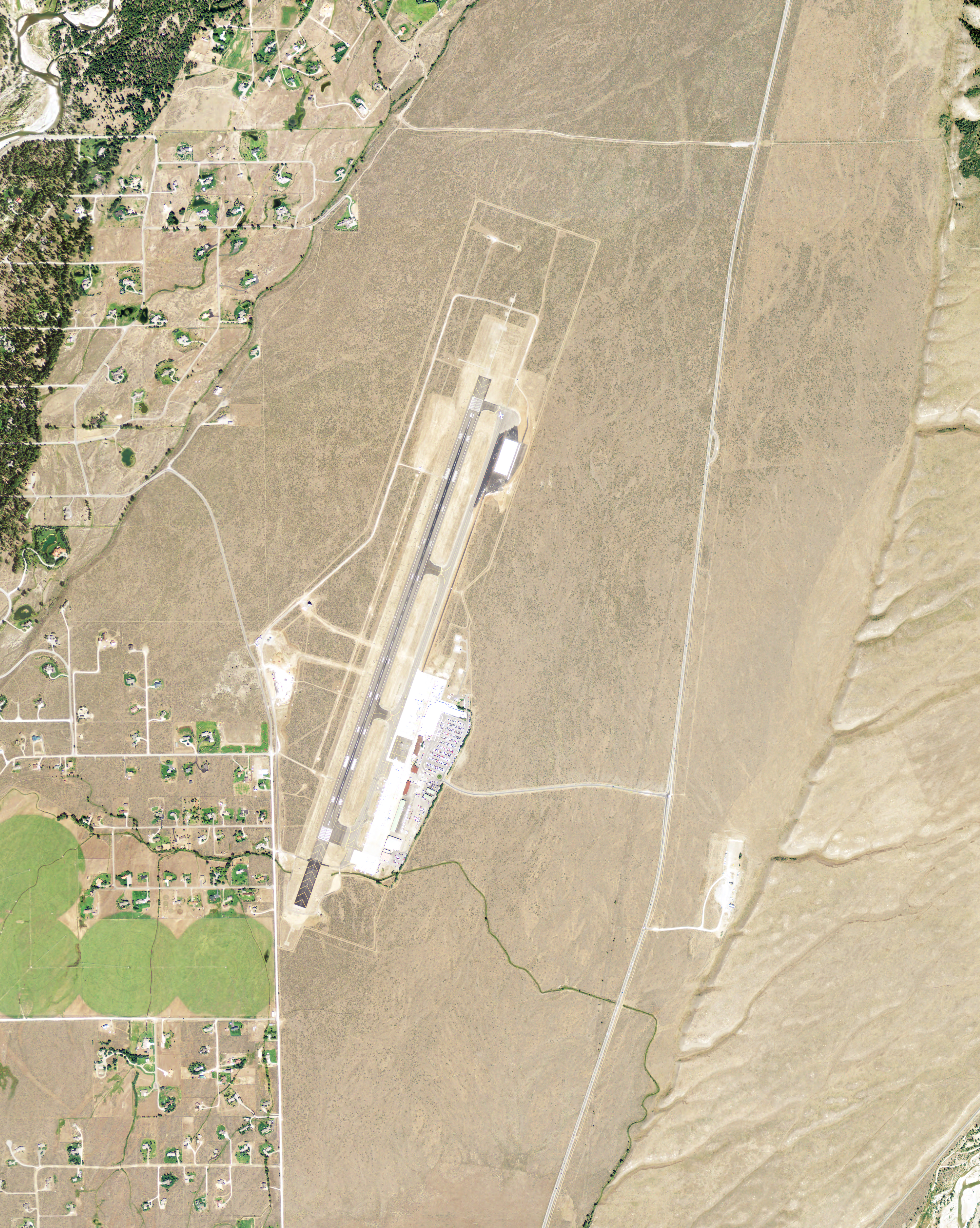
空港の空中写真
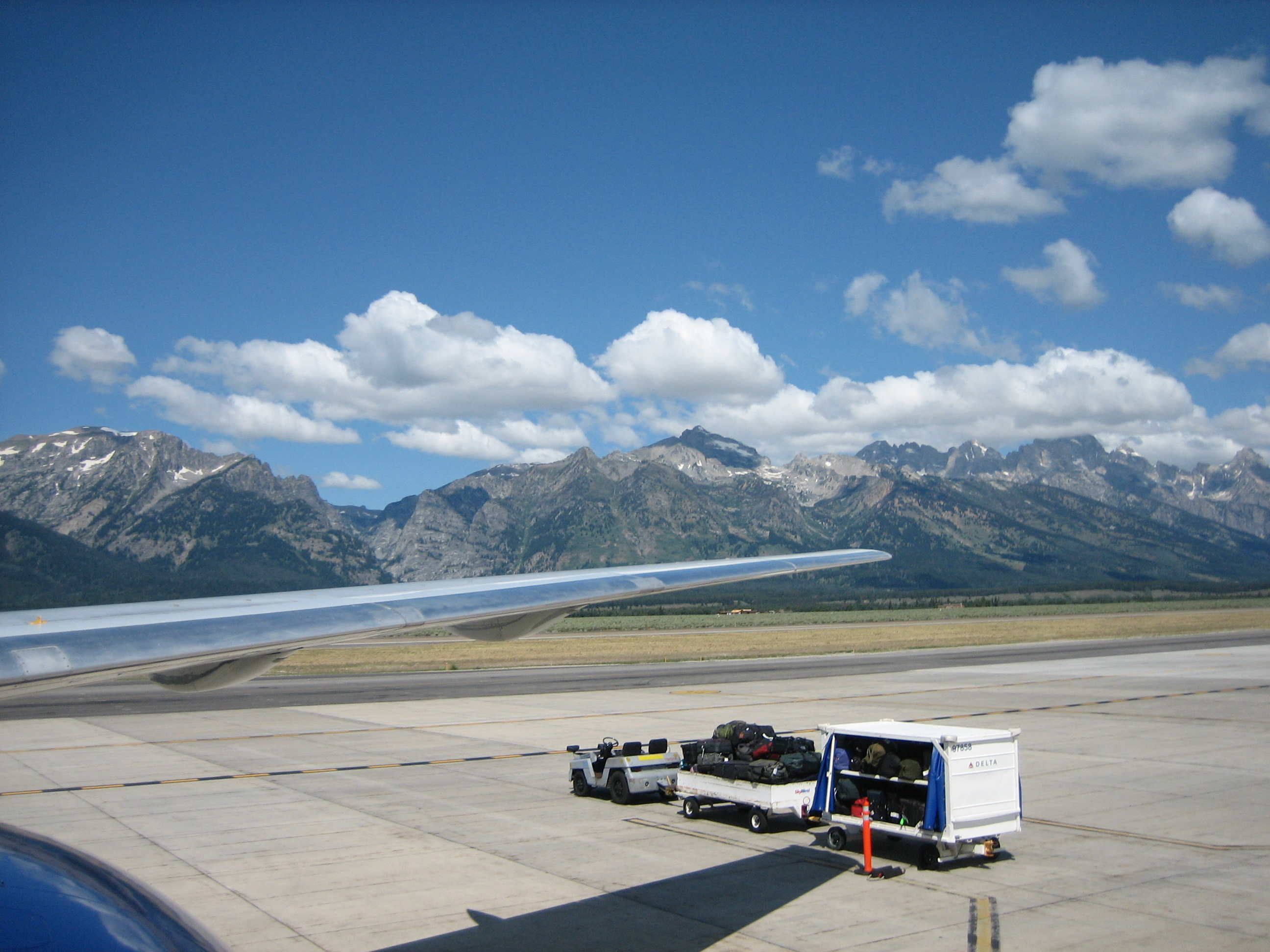
ランプからのティートンの眺め
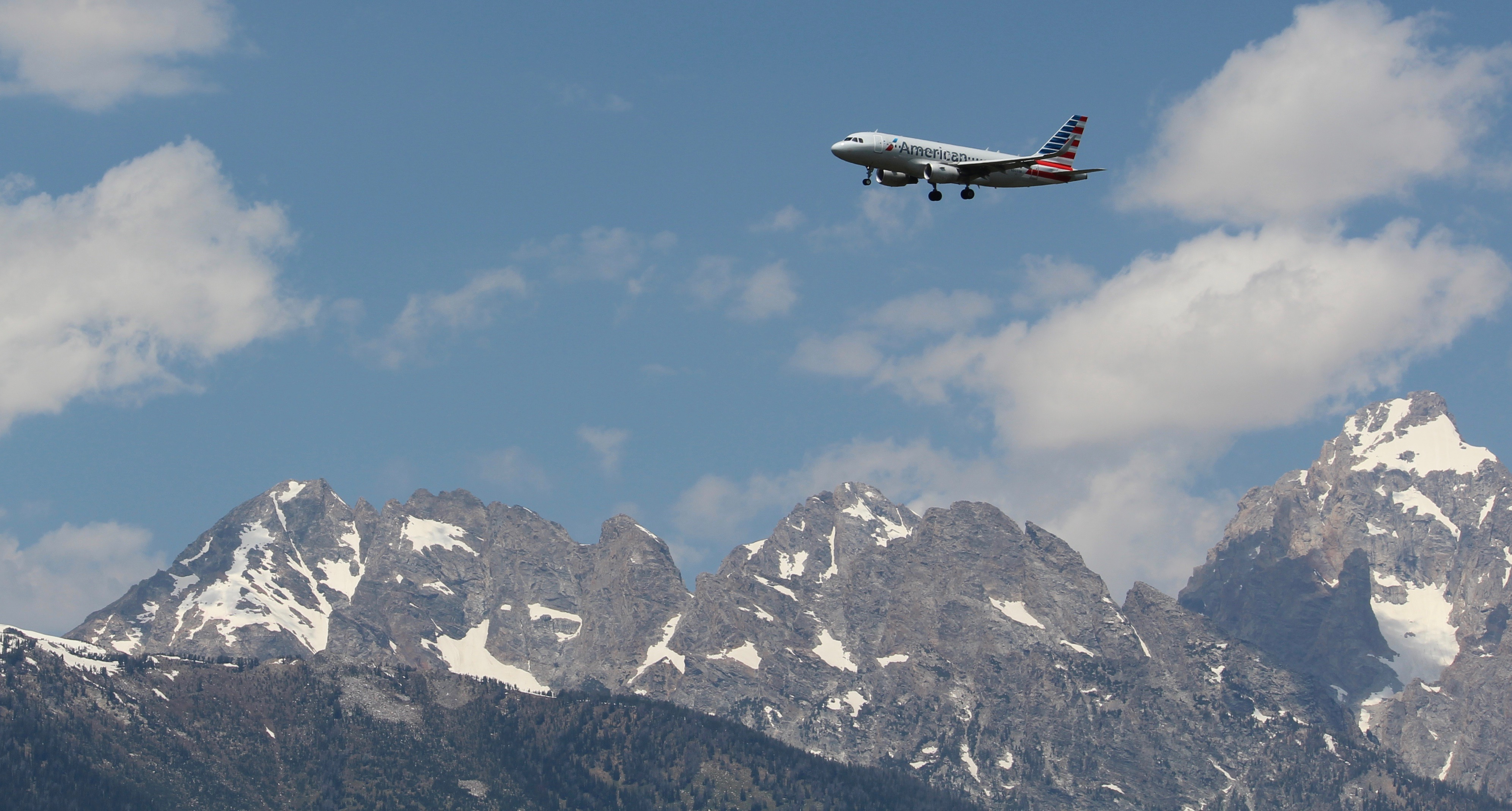
テトンにて空港に近づいているアメリカン航空のA319